# Yamaha FZR 600 R (4JH)
Die FZR 600 R  ist ein Motorrad des japanischen Herstellers Yamaha, das von 1994 bis 1995 gebaut wurde. Sie hat technisch viel mit dem Nachfolgemodell YZF 600 R Thundercat gemeinsam und ähnelt optisch der YZF 750. Neben der 4JH gibt es auch eine 4MH (Ab Werk auf 34 PS gedrosselt) und eine 4MM (Für Österreich, Schweiz und Schweden).

In Amerika wurde die FZR 600 R als YZF 600 R verkauft. 

## Modellentwicklung
1995 wurden am Fahrwerk einige Änderungen vorgenommen, im Gegensatz zum 1994er Modell sind Vorspannung, Zug- und Druckstufe vorne und hinten am Fahrwerk voll einstellbar. Außerdem wurde die FZR mit neuem Dekor versehen.

## Rückrufaktion
1995 gab es eine Rückrufaktion wegen Bruchgefahr der Kolbenstange des hinteren Federbeins. Folgende Fahrgestellnummern sind davon betroffen:
- 4JH-021101 bis 4JH-023430
- 4JH-047101 bis 4JH-047900
- 4MH-000101 bis 4MH-000170

## Schlüsselnummern
Die Yamaha FZR 600 R kann drei verschiedene Schlüsselnummern haben:
- 7101 / 288 (74 kW)
- 7101 / 289 (72 kW)
- 7101 / 290 (25 kW)